# 池辺三山
池辺 三山（いけべ さんざん、1864年3月12日（文久4年2月5日）- 1912年（明治45年）2月28日）は、明治期の日本のジャーナリスト。本名は吉太郎、字は任道、諱は重遠、別号に鉄崑崙、無字庵主人、木生など。日本のジャーナリストの先駆けと言われ、陸羯南、徳富蘇峰とともに明治の三大記者とも称された。

## 人物・生涯
肥後国熊本（現熊本県熊本市）生まれ。父池辺吉十郎、母世喜の長男として生まれる。池辺家は禄二百石の熊本藩士で代々学者の家系だった。1872年（明治5年）　父池辺吉十郎と共に玉名市横島に一家転居。吉十郎は藩士として秀でた武人であり、西南戦争の時、熊本隊を率いて西郷隆盛軍に参加するが、1877年（明治10年）に処刑されるという非運に見舞われた。吉太郎が14歳の時であり、それからつぶさに辛酸をなめ、そのために老成重厚の風格を長じるようになった。
少年時代から文墨に親しみ、十四、五歳の時から詩文も巧みで、父の友人である朱子学の碩学・国友古照軒の門で漢学を修め、父の親友である鎌田景弼の援助で十八歳の時に上京して中村敬宇の同人社で学ぶ。同人社では、のちの刑事検察の大御所である小林芳郎と出会う。小林の方が7歳ほど年上であった。のち慶應義塾に学んだが、鎌田が佐賀県令に任命されると中退して佐藤潤象、高橋長秋と共に佐賀県の役人となる。
1888年（明治21年）鎌田が病没すると官吏を辞して、東海散士芝四朗と共に大阪で『経世評論』を創刊して主筆を務め、条約改正反対を唱え、論陣を張った。1892年（明治25年）師・国友古照軒の息子である国友重章の推薦で、陸羯南が主宰していた日本新聞の客員となる。ここで同郷の鳥居素川と知り合う。当時保守主義の日本新聞と、同郷熊本出身の徳富蘇峰が率いる進歩主義の国民新聞が相対立して論戦を張っていた。
1892年（明治25年）旧藩主・細川家の細川護成がフランスへ留学することとなり、旧藩士の子弟からご学友が選ばれることとなり、衆望一致して三山が選ばれ随伴して留学する。ヨーロッパ5カ国を訪問、。鉄崑崙の筆名で新聞「日本」に特別通信した「巴里通信」が評判を呼んだ。特に当時の日本外交の最重要課題だった条約改正問題について、独自の主張をするのではなく、当時のイギリスやフランスなどでの外交界で、日本が清と同盟を組んで、アジアに一大勢力圏を作るのではないかと話題になっているなど、真実の報道、解説、批判に重きを置く文章が光彩を放った。
1896年（明治29年）に帰国すると、大阪朝日新聞の主筆だった高橋健三が、陸羯南の推挙によって第2次松方内閣の内閣書記官長に任じられることになり、高橋の推挙で大阪朝日新聞に後任の主筆として入社、1898年（明治29年）東京朝日新聞の主筆となり、大阪朝日新聞主筆の後任に同郷の弟分である鳥居素川を推薦する。
1904年（明治37年）の日露戦争開戦においては政府の弱腰を叩き、1905年（明治38年）の日露終戦後は　日露講和条約（ポーツマス条約）に飽き足らずと第1次桂内閣を攻撃し、東京朝日（15日）、大阪朝日ともに発行停止を命じられた。
平明、達意、重厚な論調で日本外交の大事件でも公明正大で高い識見の言論を展開して、政治や思想、文芸など多方面に影響を与え、朝日新聞隆盛の礎を築いた一人となった。
『草枕』を読んで感心した鳥居素川の推薦を受けて夏目漱石や、二葉亭四迷を入社させ、1906年（明治39年）10月二葉亭四迷が小説『其面影』を連載、夏目漱石が 1907年（明治40年）6月から小説『虞美人草』を連載、朝日新聞の権威を高めるとともに、今日文豪と言われる作家の長編小説を新聞連載に尽力した。
1907年（明治40年）日露戦争で従軍法務官として満州に出征した際、現地ルポを寄稿したことで弓削田精一が推薦した渋川玄耳を東京朝日新聞へスカウトする。1911年（明治44年）の夏、熊本から上京した新聞記者志望の早稲田大学学生・ 伊豆富人（のち熊本日日新聞初代社長）に、「新聞記者は名利の外に超越して、利益で釣っても動かず、力で制圧しようとしても屈せぬ信念を持って正義を貫き、国家社会を指導するものだ。もし少しでも名利栄達を願う心があるならば、新聞記者になるのをやめたほうがいい。」と諭して亡くなるまで指導した。清浦奎吾が推薦した牧野輝智（のち朝日新聞編集主幹、経済学博士）を東京朝日新聞社へ入社させるなど、のちの大記者たちに影響を与えた。1911年（明治44年）の秋に東京朝日新聞を退職する。
1912年（明治45年）に母・世喜が亡くなると、三山も同年2月28日に後を追うように心臓発作で亡くなった。享年49。親交があった天田愚庵が「三慈堂」と書いた額を贈ったほど孝心深かった三山は、母の喪に服すために肉食を断ったことで、持病の脚気を悪化させたことが原因と言われる。
鳥居素川は、「池辺三山兄逝く。われ慟哭せざらんと欲するも得んや。」ではじまる『三山師兄を哭す』という題の追悼文を東京朝日新聞に掲載、読者に大きな反響を呼んだ。1928年（昭和3年）に同県人の古城貞吉、狩野直喜（京都帝国大学教授）、鳥居素川、中島為喜の四人が中心となって、三山の詩、画、文章を編集して、『三山遺芳』を刊行した。

## 思想・主義
三山は温かい人柄で知られ、漱石をはじめ多くの人に慕われた。また、明治政府首脳とたびたび面会し、ロシアとの開戦を唱える主戦論派でもあった。日露戦争開戦後は挙国一致を紙面で訴えて政府に惜しみなく協力した。しかし、ポーツマス条約の講和内容に憤慨し、一転して明治政府を非難する記事を掲載したために、政府によって新聞の長期発刊停止処分を受ける。
「新聞は商品であり、記者はその商品を作る職人」
「文章は平明で達意であるべし」
このような彼の持論は朝日新聞の編集方針となり、同社の近代化に大きな貢献を果たした。
窪田空穂と面会した際、「この頃の学校出の役人の文章を見ると、悪い風があっていけない。何ていうのかな、まあ、新聞の文章の真似をしたという風がある。ああいう人たちこそ、文章を改良して行くべきだのに、かえって新聞なんて、文章にも成っていない物の真似をするなんて、困ったものだ。文章には文字の働きってものがなくちゃね」と語ったという。
父が殉じた西郷を思わせる巨漢で、東京朝日新聞時代の部下だった石川啄木に「大いなる彼の身体が／憎かりき／その前にゆきて物を言ふ時」（『一握の砂』）と歌に詠まれた。

## 著作
- 滝田哲太郎 編『明治維新三大政治家 大久保・岩倉・伊藤論』新潮社、1912年4月。
  - 滝田哲太郎 編『明治維新三大政治家』新潮社〈新潮文庫 第186編〉、1943年9月。NDLJP:1044998。
  - 木村毅 編『明治人物論集』筑摩書房〈明治文学全集 92〉、1970年5月。ISBN 9784480103925。NDLJP:1674227。
  - 滝田樗陰 編『明治維新 三大政治家』中央公論社〈中公文庫〉、1975年11月。改版2005年4月（解説司馬遼太郎）
- 木村毅 編『巴里通信』全国書房、1943年5月。NDLJP:1123327。
  - 木村毅 編『巴里通信』朝日新聞社〈朝日文庫 21〉、1951年5月。NDLJP:2933472。
- 日本近代文学館 編『文学者の日記 1』博文館新社〈日本近代文学館資料叢書〉、2001年8月。ISBN 9784891779719。
- 日本近代文学館 編『文学者の日記 2』博文館新社〈日本近代文学館資料叢書〉、2002年5月。ISBN 9784891779726。
- 日本近代文学館 編『文学者の日記 3』博文館新社〈日本近代文学館資料叢書〉、2003年8月。ISBN 9784891779733。

## 関連書籍
- 三田商業研究会 編「東京朝日新聞主筆 池邊吉太郎氏」『慶應義塾出身名流列伝』実業之世界社、1909年6月、97-98頁。NDLJP:777715/60。
- 司馬遼太郎『坂の上の雲』 全8巻、文藝春秋〈文春文庫〉、1978年1月-1978年4月。
- 池辺一郎、富永健一『池辺三山──ジャーナリストの誕生』みすず書房、1989年10月。ISBN 9784622033325。
- 池辺一郎、富永健一『池辺三山──ジャーナリストの誕生』中央公論社〈中公文庫〉、1994年4月。ISBN 9784122020894。
  - 池辺一郎は長男で画家。富永健一は孫で社会学者。
- 廣木寧『天下なんぞ狂える―夏目漱石の『こころ』をめぐって』 上、慧文社、2016年10月。ISBN 9784863301702。
- 廣木寧『天下なんぞ狂える―夏目漱石の『こころ』をめぐって』 下、慧文社、2016年12月。ISBN 9784863301719。